# Kontraindikation
Die Kontraindikation (von lateinisch contra ‚gegen‘ und indicare ‚anzeigen‘) oder Gegenanzeige, auch Gegenindikation, ist ein Umstand, der die Anwendung eines diagnostischen oder therapeutischen Verfahrens bei an sich gegebener Indikation in jedem Fall verbietet oder nur unter strenger Abwägung sich dadurch ergebender Risiken zulässt.

## Formen
- Eine absolute Kontraindikation verbietet die Maßnahme vollständig. Zum Beispiel darf ein Patient, der einmal allergisch auf Penicillin reagiert hat, die Substanz nicht mehr bekommen.
- Eine relative Kontraindikation spricht gegen die Maßnahme, lässt sie aber zu, wenn sie im konkreten Einzelfall voraussichtlich mehr nützt als schadet. Beispielsweise soll ein Patient, der einmal ein Magengeschwür hatte, eigentlich keine Acetylsalicylsäure erhalten. Wenn eine vernünftige Alternative fehlt und der Nutzen der Behandlung größer als das Risiko eines neuen Magengeschwürs erscheint, ist die Gabe des Medikaments dennoch indiziert (angebracht). Die „relativen“ Kontraindikationen werden in der Fachinformation in den Abschnitten „Besondere Warnhinweise und Vorsichtsmaßnahmen für die Anwendung“, „Wechselwirkungen mit anderen Arzneimitteln und sonstige Wechselwirkungen“ und „Fertilität, Schwangerschaft und Stillzeit“ behandelt.

Gelegentlich werden bestimmte Umstände irrtümlich für eine Kontraindikation gehalten. Solche „falschen“ Kontraindikationen werden beispielsweise im Zusammenhang mit der Durchführung von Impfungen beschrieben. Weiterhin ist gerade in Laienkreisen die Angst vor Nebenwirkungen oft größer als die Angst vor dem Schaden, der entsteht, wenn nicht behandelt wird. Das wird gefördert durch die langen Listen von Nebenwirkungen in den Beipackzetteln, die mögliche Nebenwirkungen der Anwendung nennen, jedoch nicht auf das Risiko bei einem Verzicht auf eine Therapie hinweisen.
Eine verantwortungsbewusste Haltung wägt stets die Risiken der Therapie ab gegen die Risiken etwaiger Alternativen und gegen die Risiken, von einer Therapie abzusehen.